# Pansarbrigad 43
Pansarbrigad m/43, förkortat PB 43 var en strukturellt bantad kopia av en tysk pansardivision som den såg ut i början av kriget. I Sverige fanns tre pansarbrigader av organisationsmodell 1943. Dessa benämndes 8. pansarbrigaden (PB 8), 9. pansarbrigaden (PB 9) och 10. pansarbrigaden (PB 10). De uppsattes av fredsregementena Skånska pansarregementet (P 2), Skaraborgs pansarregemente (P 4) och Södermanlands pansarregemente (P 3). Även om Brigaden har 1943 som organisationsår så blev den komplett mot slutet av kriget, till exempel slutlevererades Pansarvärnskanonvagn m/43 först 1948. Brigaden ersattes av Pansarbrigad 49

## Pansarbrigadens organisation
- Brigadstab

| 1. stridsvagnsbataljon - Bataljonsstab mm - stridsvagnskompani - stridsvagnskompani - stridsvagnskompaniet - Rep-kompani - Spaningspluton | 2. stridsvagnsbataljon - Bataljonsstab mm - stridsvagnskompani - stridsvagnskompani - stridsvagnskompaniet - Rep-kompani - Spaningspluton | - skyttebataljon - Bataljonsstab mm - skyttekompani - skyttekompani - skyttekompani - Tunga Kompaniet - trosskompani | artdivision - Divisionsstab - 1.batteriet - 2. batteriet - 3. batteriet - 4. trossbatteriet | Underhållsbataljon |

| * Kompanier underställda brigadchefen | Pansarvärnskompani | Luftvärnskompan | Motorcykelkompani | Ingenjörkompani | Ingenjörkompani |

| Vapen och Fordon           | Totalt | Brigadstab | Stridsvagnsbataljon | Stridsvagnsbataljon | Pansarinfanteribataljon | Artilleridivision | Pansarvärnskompani | Motorcykelkompani | Luftvärnskompani |
| -------------------------- | ------ | ---------- | ------------------- | ------------------- | ----------------------- | ----------------- | ------------------ | ----------------- | ---------------- |
| Lätt Stridsvagn            | 99     | 3          | 48                  | 48                  |                         |                   |                    |                   |                  |
| Tung Stridsvagn            | 46     | 2          | 22                  | 22                  |                         |                   |                    |                   |                  |
| Pansarvärnskanonvagn m/43  | 6      |            |                     |                     |                         |                   | 6                  |                   |                  |
| Terrängbil m/42 KP         | 107    | 2          | 26                  | 26                  | 53                      |                   |                    | 1                 |                  |
| Pansarbil m/31             | 9      |            |                     |                     | 9                       |                   |                    |                   |                  |
| Motorcykel                 | 20     |            |                     |                     |                         |                   |                    | 20                |                  |
| Motorcykel m sidvagn       | 10     |            |                     |                     |                         |                   |                    | 10                |                  |
| Artilleritraktor m/43      | 26     |            |                     |                     |                         | 26                |                    |                   |                  |
| 37mm Pansarvärnskanon m/38 | 6      |            |                     |                     | 6                       |                   |                    |                   |                  |
| 8 cm grk m/29              | 6      |            |                     |                     | 6                       |                   |                    |                   |                  |
| 10,5 cm Haubits            | 12     |            |                     |                     |                         | 12                |                    |                   |                  |
| 40mmLvakan m/36            | 10     |            |                     |                     |                         |                   |                    |                   | 10               |
| 20mm Lvakan m/40           | 5      |            |                     |                     |                         |                   |                    |                   | 5                |

| Vapen och Fordon   | Totalt | Bataljonsstab | Lätt Stridsvagnskompani | Lätt Stridsvagnskompani | Tungt Stridsvagnskompani | Repkompani | Spaningspluton |
| ------------------ | ------ | ------------- | ----------------------- | ----------------------- | ------------------------ | ---------- | -------------- |
| Lätt Stridsvagn    | 48     | 1             | 18                      | 18                      |                          | 6          | 5              |
| Tung Stridsvagn    | 22     | 2             |                         |                         | 18                       | 2          |                |
| Terrängbil m/42 KP | 26     | 1             | 8                       | 8                       | 8                        | 1          |                |